# Fejlernæring
 Denne artikel bør gennemlæses af en person med fagkendskab for at sikre den faglige korrekthed.

Fejlernæring er et udtryk for, at en person eller et dyr får en forkert kost. Det er primært igennem kosten, man får den energi og de nødvendige byggesten – i form af vitaminer og mineraler, som organismen skal bruge for at kunne fungere optimalt. Ved en forkert eller begrænset kost, hvorved kroppen ikke får de vitaminer og næringsstoffer, kroppen skal bruge, er der en øget risiko for at udvikle ernæringssygdomme.
Normalt skyldes fejlernæring af mennesker og dyr, at de enten får for lidt eller for meget energi igennem kosten, hvilket medfører under- hhv. overernæring. Hvis man får for megen energi, omdanner kroppen den til fedt for at opbevare den til senere, men hvis man bliver ved med at få mere energi, end man forbrænder, bliver man overvægtig. Omvendt vil et for lille energiindtag betyde, at kroppen bliver nødt til at hente sin energi fra sine fedtdepoter, men hvis energiindtaget forbliver for lavt, løber fedtdepoterne tør, og kroppen begynder at nedbryde muskelvæv for at få energi.
Fejlernæring er et resultat af forkert sammensætning af kosten. Kroppen har brug for proteiner, fedtstoffer, kulhydrater, vitaminer, mineralstoffer og vand, men i et bestemt forhold. Mange mennesker får for meget fedtstof i forhold til deres indtag af proteiner og kulhydrater.[kilde mangler] Som hovedregel må et måltid mad ikke indeholde mere end 30 % fedt. Samtidig får mange for få vitaminer og mineraler, fordi de spiser for usundt.[kilde mangler]
Sundhedsstyrelsen har opstillet 10 kostråd, der skal sikre en sund og varieret kost.
- Spis varieret, ikke for meget og vær fysisk aktiv
- Spis frugt og mange grønsager
- Spis mere fisk
- Vælg fuldkorn
- Vælg magert kød og kødpålæg
- Vælg magre mejeriprodukter
- Spis mindre mættet fedt
- Spis mad med mindre salt
- Spis mindre sukker
- Drik vand